# Bulgogi

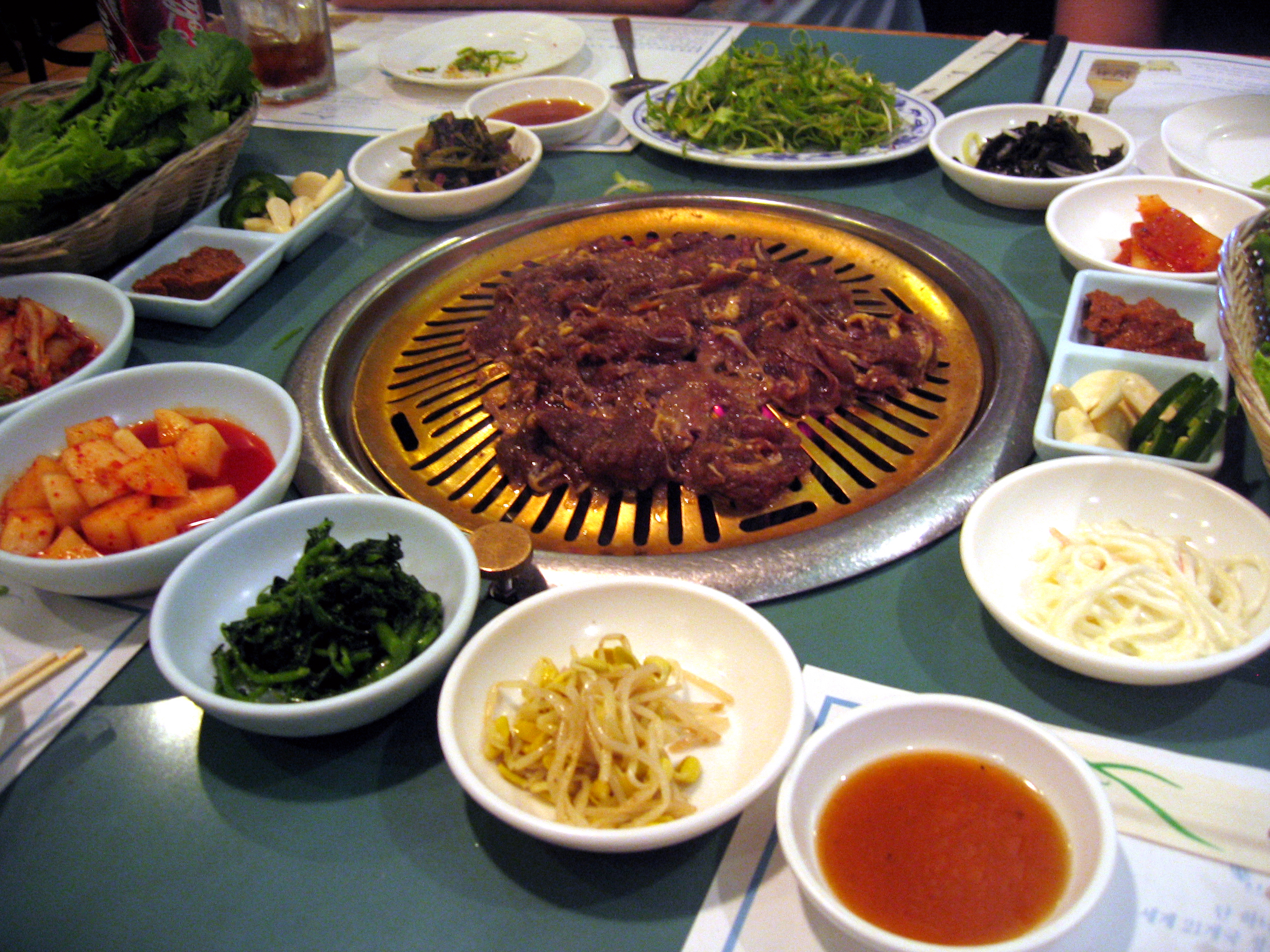
Il bulgogi e i banchan.

Il bulgogi (불고기?, letteralmente "carne al fuoco") è un piatto tipico della cucina coreana, consistente in sottili fette di carne di manzo marinate e grigliate, ed è forse il piatto di carne più rinomato in Corea.

## Preparazione
La carne di manzo, solitamente lombo o comunque tagli pregiati, viene tagliata a fette sottili e lasciata marinare insieme a vari ingredienti quali salsa di soia, zucchero, pepe nero macinato, cipolle, aglio, scalogno, zenzero, funghi (champignon o matsutake), olio di sesamo e semi di sesamo per esaltarne il sapore. Pere e cipolle ridotte in purea sono spesso utilizzate per aumentarne la tenerezza, mentre gli spaghetti di soia vengono aggiunti al piatto se previsti dalla ricetta, che varia da regione a regione. Successivamente la carne viene cotta tradizionalmente su di una griglia, oppure anche in padella; il piatto viene talvolta accompagnato da riso e verdure.

## Varianti
Il bulgogi può essere preparato anche con carne di maiale (돼지불고기?, dwaeji bulgogiLR), mentre l'osam bulgogi (오삼불고기?) si cucina con calamari e pancia di maiale, grigliati e serviti con verdure. Nel villaggio di Eonyang (Ulju-gun), invece, ha avuto origine il bassak bulgogi (바싹 불고기?; lett. "carne asciutta"): la carne viene tagliata finemente, marinata, compattata come un hamburger e cotta in padella fino all'evaporazione dei liquidi, poi rotta a bocconcini prima di essere consumata.

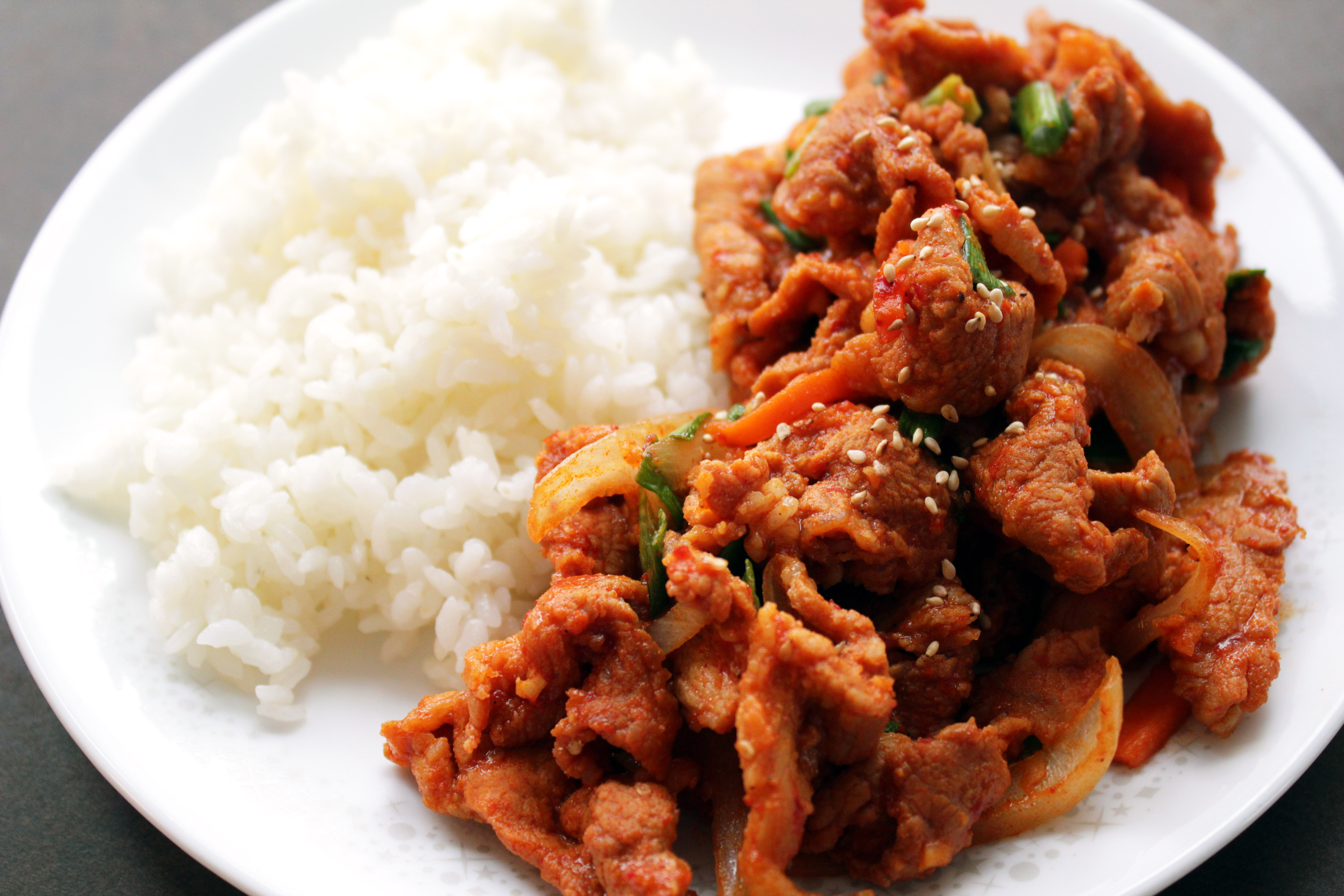
Bulgogi di maiale.
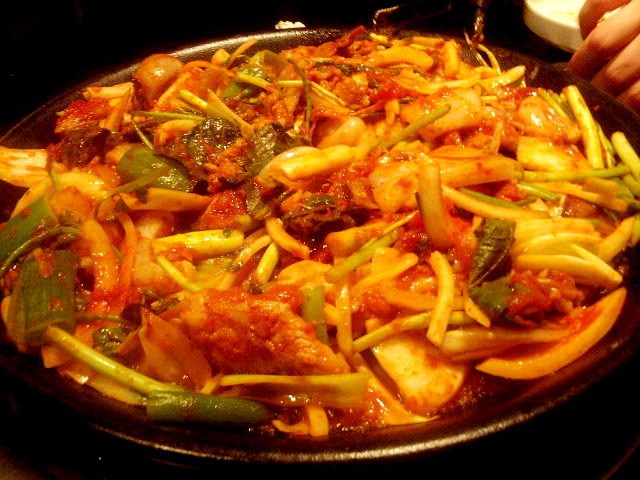
Osam bulgogi.
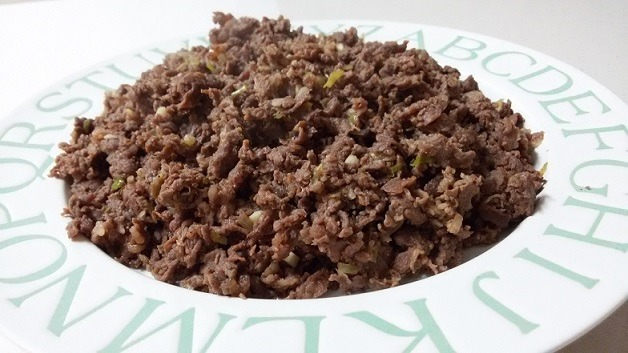
Bassak bulgogi di Eonyang.

## Storia
Si crede che il bulgogi abbia avuto origine a Goguryeo, dove veniva chiamato maekjeok (맥적?) e la carne di manzo si grigliava una volta infilzata su uno spiedino. Durante la dinastia Joseon si chiamava neobiani (너비아니?, neobi-aniLR), che significa "[carne] sottilmente disposta", ed era un piatto servito ai ricchi e ai nobili.
Il nome bulgogi è una parola composta unendo bul ("fuoco") e gogi ("carne"), che trae la sua origine dal dialetto della regione di Pyongan (successivamente entrata nel territorio della Corea del Nord), dove il piatto è nato. In seguito alla liberazione della penisola coreana dall'occupazione giapponese nel 1945, il piatto venne reso popolare a Seul e in Corea del Sud dai rifugiati provenienti da Pyongan, e inserito nel 1947 nel dizionario della lingua coreana come "carne grigliata direttamente sul fuoco di carbone".